# Gardenia remyi
Nānū hoặc Remy's Gardenia (Gardenia remyi) là một loài thực vật có hoa thuộc họ madder, Rubiaceae, là loài đặc hữu của Hawaiʻi. 
Chúng hiện đang bị đe dọa vì mất môi trường sống.